# Laurence Harvey

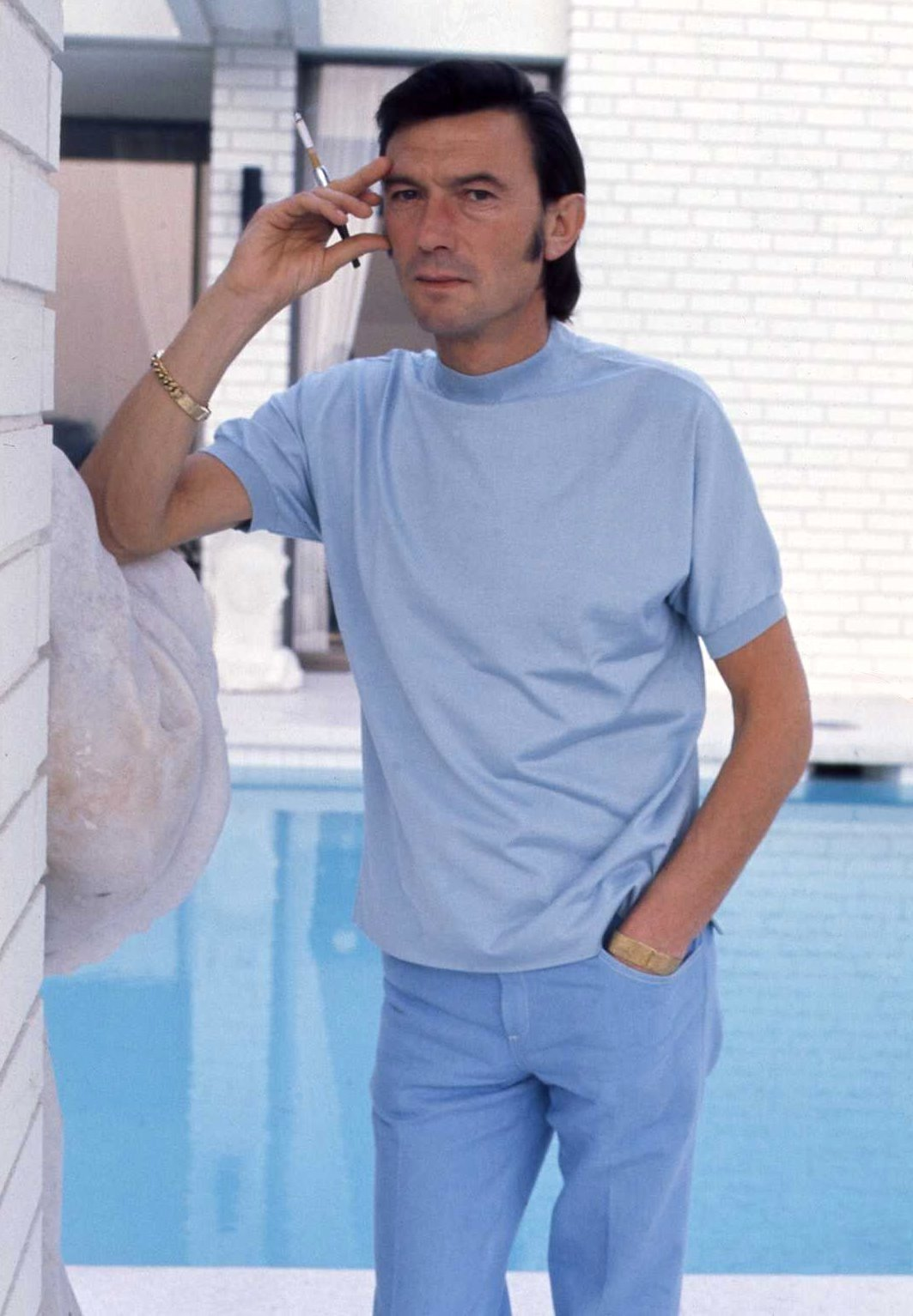
Laurence Harvey (1973)

Laurence Harvey (auch Larushka Mischa Skikne) (* 1. Oktober 1928 in Joniškis, Litauen, als Zvi Mosheh Skikne; † 25. November 1973 in London) war ein litauisch-britischer Schauspieler.

## Leben
Als er fünf Jahre alt war, siedelte seine Familie nach Südafrika über, wo er den Großteil seiner Jugend verbrachte. Erst 1946 kam er nach London, wo er als Schauspieler zunächst bei der Royal Academy of Dramatic Art Bühnenerfahrung sammelte und 1948 eine erfolgreiche Filmkarriere startete. Seinen Künstlernamen wählte er in Anlehnung an die Harvey Nichols Group. Einem internationalen Publikum wurde er durch Renato Castellanis preisgekrönte Shakespeare-Adaption Romeo und Julia (1954) neben Susan Shentall bekannt. Sein Durchbruch kam 1959 mit der männlichen Hauptrolle in Der Weg nach oben neben Simone Signoret. Harvey war für diese Rolle als erster litauischer Schauspieler der Filmgeschichte für einen Oscar nominiert, Signoret erhielt für ihre Rolle die begehrte Trophäe.
Im Jahr darauf spielte er die männliche Hauptrolle in Telefon Butterfield 8 neben Elizabeth Taylor, die dafür mit einem Oscar als Beste Hauptdarstellerin ausgezeichnet wurde. Im selben Jahr spielte er in John Waynes Heldenepos Alamo die zweite Hauptrolle als Colonel William Travis. Er spielte neben Frank Sinatra in Botschafter der Angst, mit Peter Sellers in Magic Christian, sowie den mordenden Schachspieler Emmet Clayton neben Peter Falk als Inspektor Columbo in der gleichnamigen Krimiserie. Historische Rollen spielte er in Die Wunderwelt der Gebrüder Grimm als Wilhelm Grimm sowie den römischen Präfekten Cethegus in der Felix-Dahn-Verfilmung Kampf um Rom (1968) und der Fortsetzung Kampf um Rom II – Der Verrat. Daneben führte er bisweilen Regie, so auch bei seinem letzten Film Welcome to Arrow Beach.
Laurence Harvey war dreimal verheiratet – in erster Ehe mit der Schauspielerin Margaret Leighton (1957–1961) und in zweiter Ehe mit der Schauspielerin Joan Perry (1968–1972). Am 31. Dezember 1972 heirateten Laurence Harvey und das Model Paulene Stone, die Mutter seiner Tochter Domino Harvey (1969–2005). Vor seiner ersten Ehe war er mit der mehr als zwanzig Jahre älteren Schauspielerin Hermione Baddeley (1906–1986) liiert.
Harvey starb am 25. November 1973 im Alter von 45 Jahren in London an Magenkrebs.

## Filmografie (Auswahl)
- 1948: House of the Darkness
- 1950: Die schwarze Rose (The Black Rose)
- 1950: Achtung! Kairo… Opiumschmuggler (Cairo Road)
- 1954: Vier bleiben auf der Strecke (The Good Die Young)
- 1954: Romeo und Julia (Romeo and Juliet)
- 1954: Der Talisman (King Richard and the Crusaders)
- 1955: I Am a Camera
- 1955: Sturm über dem Nil (Storm Over the Nile)
- 1956: Three Men in a Boat (nach Jerome K. Jerome)
- 1958: Froschmann Crabb (The Silent Enemy)
- 1959: Der Weg nach oben (Room at the Top)
- 1960: Alamo (The Alamo)
- 1960: Telefon Butterfield 8 (Butterfield 8)
- 1961: Der Fehltritt (Two Loves)
- 1961: Sommer und Rauch (Summer and Smoke)
- 1962: Auf glühendem Pflaster (Walk on the Wild Side)
- 1962: Die Wunderwelt der Gebrüder Grimm (The wonderful world of the Brothers Grimm)
- 1962: Botschafter der Angst (The Manchurian Candidate)
- 1962: Der zweite Mann (The Running Man)
- 1962: Das Mädchen Tamiko (A Girl Named Tamiko)
- 1963: Frühstück in der Todeszelle (The Ceremony) (Regie und Hauptrolle)
- 1964: Carrasco, der Schänder (The Outrage)
- 1964: Der Menschen Hörigkeit (Of Human Bondage)
- 1965: Darling
- 1966: Der Spion mit der kalten Nase (The Spy with the Cold Nose)
- 1967: Todestanz eines Killers (A Dandy in Aspic)
- 1968: Kampf um Rom (2 Teile)
- 1969: Heißes Spiel für harte Männer (The Rebus)
- 1969: Magic Christian (The Magic Christian)
- 1970: WUSA
- 1970: The Deep (unvollendet)
- 1973: Columbo: Schach dem Mörder (Columbo: The Most Dangerous Match) (Fernsehreihe, 1 Folge)
- 1973: Die Nacht der tausend Augen (Night Watch)
- 1974: Welcome to Arrow Beach (Regie und Hauptrolle)